# Місцеві вибори в Києві 2015
Місцеві вибори в Києві 2015 — вибори Київського міського голови та депутатів Київської міської ради, які відбулися 25 жовтня 2015 року в рамках проведення місцевих виборів у всій країні.
Вибори міської ради відбулися за пропорційною системою, в якій кандидати закріплені за 120 виборчими округами. Для проходження до ради партія повинна була набрати не менше 5 % голосів.
Міського голову обирають абсолютною більшістю: оскільки в першому турі жоден кандидат не набрав 50 % голосів, на 15 листопада 2015 призначено другий тур, до якого вийшли два кандидати з найбільшою кількістю голосів — Віталій Кличко й Борислав Береза.
За підсумками виборів Віталія Кличка було обрано мером Києва на новий термін.

## Вибори міського голови

### Кандидати
| Фото                        | ПІБ                                      | Дата народження | Суб'єкт висування                     | Місце роботи, посада | Місце проживання              |
| --------------------------- | ---------------------------------------- | --------------- | ------------------------------------- | --- | ----------------------------- |
| Балашов Геннадій Вікторович | Балашов Геннадій Вікторович              | 20.02.1961      | «5.10»                                | Фізична особа-підприємець Народний депутат України III скликання (1998—2002, обраний на Дніпропетровщині)                                              | Київ                          |
|                             | Береза Борислав Юхимович                 | 13.06.1974      | Партія рішучих громадян               | Народний депутат України (позафракційний, обраний у Києві)                                                                                             | Київ                          |
|                             | Білоус Анастасія Анатоліївна             | 07.08.1990      | «Відродження України»                 | Юрист ТОВ «Алент Плюс» | Саврань, Одеська область      |
|                             | Богаченко Любов Іванівна                 | 13.12.1965      | «Жінки України»                       | Директор ТОВ «Оцінка Преміум» | Київ                          |
|                             | Бондаренко Володимир Дмитрович           | 04.12.1952      | ВО «Батьківщина»                      | Голова Київської міської організації ВО «Батьківщина» Голова Київської міської державної адміністрації (2014)                                          | Київ                          |
|                             | Вейдер Дарт Леонідович                   | 16.06.1990      | «Блок Дарта Вейдера»                  | тимчасово не працює | Київ                          |
|                             | Гацько Василь Миколайович                | 18.09.1982      | «ДемАльянс»                           | Голова партії «ДемАльянс» Депутат Київради (з 2014, за списком «ДемАльянсу»)                                                                           | Київ                          |
|                             | Гусовський Сергій Михайлович             | 09.11.1966      | «Об'єднання „Самопоміч“»              | Заступник директора ТОВ «ЕфДжиАрІ Юкрейн» Депутат Київради (з 2014, за списком «Об'єднання „Самопоміч“»)                                               | Київ                          |
|                             | Дульський Микола Олександрович           | 24.09.1989      | Самовисування                         | Голова ГО «ГК Наждак» | Київ                          |
|                             | Думчев Сергій Олександрович              | 18.03.1970      | «Рух за реформи»                      | Голова спостережної ради ПАТ "Комерційний Банк «Преміум»                                                                                               | Київ                          |
|                             | Єхануров Юрій Іванович                   | 23.08.1948      | «Відродження»                         | Професор КНУ ім. Т. Шевченка Прем'єр-міністр України (2005—2006, від «Нашої України»)                                                                  | Київ                          |
|                             | Кличко Віталій Володимирович             | 19.07.1971      | «Блок Петра Порошенка „Солідарність“» | Київський міський голова, голова КМДА (з 2014) | Київ                          |
|                             | Кондрашов Олександр Миколайович          | 12.08.1974      | Партія місцевого самоврядування       | Професор Академії муніципального управління | Мила, Київська область        |
|                             | Корбан Геннадій Олегович                 | 24.05.1970      | УКРОП                                 | Заступник Голови Правління БО «Фонд оборони країни» | Дніпропетровськ               |
|                             | Макеєнко Володимир Володимирович         | 17.07.1965      | «Наш край»                            | тимчасово не працює Голова Київської міської державної адміністрації (2014)                                                                            | Київ                          |
|                             | Мельничук Максим Дмитрович               | 06.04.1973      | Аграрна партія України                | Віце-президент Національної академії аграрних наук України                                                                                             | Київ                          |
|                             | Мельничук Сергій Петрович                | 26.01.1972      | Самовисування                         | Народний депутат України («Воля народу», обраний від Радикальної партії)                                                                               | Київ                          |
|                             | Мирний Олександр Борисович               | 31.01.1961      | ВО «Свобода»                          | Заступник директора ТОВ «Сільськогосподарське підприємство „Агрос-Віста“» Народний депутат України VII скликання (2012—2014, обраний від ВО «Свобода») | Красилів, Хмельницька область |
|                             | Михайлов Роман Володимирович             | 24.06.1986      | «Сила людей»                          | Доцент КНУ ім. Т. Шевченка | Київ                          |
|                             | Монтян Тетяна Миколаївна                 | 29.08.1972      | «Спільна дія»                         | Адвокат | Київ                          |
|                             | Мосійчук Ігор Володимирович (відмовився) | 05.05.1972      | Радикальна партія Олега Ляшка         | Народний депутат України (Радикальна партія, обраний за списком)                                                                                       | Васильків, Київська область   |
|                             | Новак Наталія Василівна                  | 21.11.1955      | «Громадянська позиція»                | Народний депутат України (Блок Петра Порошенка, обрана за списком)                                                                                     | Київ                          |
|                             | Омельченко Олександр Олександрович       | 09.08.1938      | «Єдність»                             | Голова Української партії «Єдність» Голова КМДА (1996—2006), Київський міський голова (1999—2006)                                                      | Київ                          |
|                             | Павліченко Дмитро Олександрович          | 17.12.1963      | Українська республіканська партія     | Приватний підприємець | Київ                          |
|                             | Пузанов Олександр Геннадійович           | 26.02.1977      | «Опозиційний блок»                    | Радник Голови Правління «Української страхової групи»                                                                                                  | Київ                          |
|                             | Рибчинський Євген Юрійович               | 21.12.1969      | Самовисування                         | Народний депутат України (Блок Петра Порошенка, обраний у Києві)                                                                                       | Київ                          |
|                             | Рубан Володимир Володимирович            | 16.08.1967      | «Офіцерський корпус»                  | Керівник ГО «Офіцерський корпус» | Київ                          |
|                             | Самохін Олексій Юрійович                 | 15.06.1980      | «АВТО-МАЙДАН»                         | Керуючий Адвокатським бюро Олексія Самохіна Депутат Київради (2008—2014, за списком Блоку Леоніда Черновецького)                                       | Київ                          |
|                             | Чорний Віктор Іванович                   | 06.04.1968      | «Право народу»                        | Директор ТОВ «Детективна охоронна компанія „Сварог“»                                                                                                   | Київ                          |

### Соціологічні опитування
До таблиці включені:
- лише ті опитування, які містять дані про дату проведення, кількість респондентів і кількість опитаних, які не визначилися, а також коректно розраховану похибку;
- лише ті опитування, публікація яких не супроводжувалася рекламою окремих політичних сил або кандидатів;
- лише ті кандидати, які зазначені щонайменше в трьох опитуваннях.

#### Перший тур
| Опитування                                                                  | Дата проведення опитування | Кількість респондентів | Похибка | Кличко БПП | Омельченко Єдність | Береза Рішучих громадян | Бондаренко Батьківщина | Думчев Рух за реформи | Гусовський Самопоміч | Пузанов Опоблок | Корбан УКРОП | Мирний Свобода | Балашов 5.10 | Гацько Дем. альянс | Макеєнко Наш край | Єхануров Відродж. | Мельничук С. Самовис. | Інший | Проти всіх (зіпсують) | Не визначились | Не братимуть участі у виборах |
| --------------------------------------------------------------------------- | -------------------------- | ---------------------- | ------- | ---------- | ------------------ | ----------------------- | ---------------------- | --------------------- | -------------------- | --------------- | ------------ | -------------- | ------------ | ------------------ | ----------------- | ----------------- | --------------------- | ----- | --------------------- | -------------- | ----------------------------- |
| Софія [Архівовано 25 жовтня 2015 у Archive.is]                              | 13-15.10.2015              | 1024                   | 3 %     | 25,8       | 10                 | 6                       | 3,9                    | 5,1                   | 4,5                  | 5,9             | 2,3          | 2,1            | 2            |                    |                   |                   |                       | 5,5   | 2,9                   | 11,3           | 13,7                          |
| Українське демократичне коло [Архівовано 18 жовтня 2015 у Wayback Machine.] | 9-12.10.2015               | 625                    | 3,9 %   | 28,2       | 8,6                | 6,4                     | 4,5                    | 5,4                   | 3,7                  | 2,4             | 3,8          | 3              | 1,8          | 0,6                | 1,3               | 0,5               | 0,2                   | 4,5   |                       | 14,7           | 10,4                          |
| Active Group [Архівовано 14 жовтня 2015 у Wayback Machine.]                 | 26-27.09.2015              | 1987                   | 2,2 %   | 23,2       | 7,7                | 8                       | 12                     | 5                     | 5,3                  | 0,7             | 3,4          | 1,4            |              | 3,4                | 0,7               |                   |                       | 1,6   | 4,3                   | 15,8           | 7,6                           |
| Софія [Архівовано 25 жовтня 2015 у Archive.is]                              | 25-27.09.2015              | 1002                   | 3 %     | 26,3       | 12                 | 9                       | 6                      | 3,1                   | 2                    | 5,1             | 1,6          | 0,7            |              | 1,2                | 0,5               | 0,6               | 0,1                   | 9,2   | 4,5                   | 7              | 11,1                          |
| Софія [Архівовано 17 вересня 2015 у Wayback Machine.]                       | 08-11.09.2015              | 1004                   | 3 %     | 25,1       | 13,1               | 9,7                     | 6,8                    | 2,9                   | 2,3                  | 3,1             | 0,6          |                |              |                    |                   | 0,8               | 0,2                   | 9,8   | 2,7                   | 10             | 13                            |
| Socio Stream [Архівовано 5 лютого 2016 у Wayback Machine.]                  | 01-05.09.2015              | 602                    | 4,1 %   | 24         | 3                  | 8                       | 4                      |                       | 4                    |                 |              |                | 1            |                    |                   |                   |                       | 11    | 8                     | 15             | 20                            |
| Active Group[недоступне посилання з вересня 2019]                           | 28-29.08.2015              | 1620                   | 2,5 %   | 15,9       | 7,6                | 5,6                     | 1,4                    | 6,8                   |                      |                 | 1,2          |                | 1,5          |                    |                   |                   |                       | 17,2  | 7,1                   | 26,8           | 8,9                           |
| Вибори-2014                                                                 |                            | 1331292                |         | 57,46      | 7,63               |                         | 8,06                   |                       |                      |                 |              |                | 1,98         |                    |                   |                   |                       |       |                       |                |                               |

#### Другий тур
Кличко та Береза:
| Опитування                                                 | Дата проведення опитування | Кількість респондентів | Похибка | Кличко БПП | Береза Рішучих громадян | Проти всіх (зіпсують) | Не визначились | Не братимуть участі у виборах |
| ---------------------------------------------------------- | -------------------------- | ---------------------- | ------- | ---------- | ----------------------- | --------------------- | -------------- | ----------------------------- |
| Socio Stream [Архівовано 5 лютого 2016 у Wayback Machine.] | 01-05.09.2015              | 602                    | 4,1 %   | 30         | 18                      |                       | 14             | 22                            |

### Екзит-поли
На виборах було проведено низку екзит-полів: Студії Савіка Шустера (оголошено результати 5 провідних кандидатів), «Соціального моніторингу» на замовлення Комітету виборців України (оголошено результати всіх кандидатів, нижче подані результати кандидатів, які набрали понад 3 %) та БПП «Солідарність» (оголошено результати 5 провідних кандидатів). За підсумками всіх екзит-полів очікується другий тур, до якого точно виходить Віталій Кличко, а другим кандидатом може бути один з чотирьох (у абетковому порядку): Береза, Бондаренко, Гусовський або Омельченко.
| Кандидат             | Результат, % |
| -------------------- | ------------ |
| Віталій Кличко       | 38,4         |
| Сергій Гусовський    | 9,2          |
| Борислав Береза      | 8,5          |
| Володимир Бондаренко | 8,0          |
| Олександр Мирний     | 6,6          |

| Кандидат             | Результат, % |
| -------------------- | ------------ |
| Віталій Кличко       | 40,4         |
| Володимир Бондаренко | 8,7          |
| Олександр Омельченко | 8,1          |
| Сергій Гусовський    | 8,0          |
| Борислав Береза      | 7,5          |
| Олександр Мирний     | 5,0          |
| Сергій Думчев        | 4,1          |
| Василь Гацько        | 3,3          |
| Олександр Пузанов    | 3,1          |

| Кандидат             | Результат, % |
| -------------------- | ------------ |
| Віталій Кличко       | 40,4         |
| Володимир Бондаренко | 9,8          |
| Сергій Гусовський    | 8,7          |
| Борислав Береза      | 7,9          |
| Олександр Омельченко | 6,3          |

### Результати
Результати, оголошеними Київським тервиборчкомом:
| Місце | Кандидат                           | % голосів (1 тур) | Кількість голосів (1 тур) | Зміна в.п. 2015 до 2014 | % голосів (2 тур) | Кількість голосів (2 тур) |
| ----- | ---------------------------------- | ----------------- | ------------------------- | ----------------------- | ----------------- | ------------------------- |
| 1     | Кличко Віталій Володимирович       | 40,57 %           | 353 312                   | ▼ -16,89 %              | 64,10 %           | 392 614                   |
| 2     | Береза Борислав Юхимович           | 8,85 %            | 77 029                    | —                       | 32,30 %           | 197 844                   |
| 3     | Омельченко Олександр Олександрович | 8,47 %            | 73 725                    | ▲ +0,84 %               |                   |                           |
| 4     | Бондаренко Володимир Дмитрович     | 7,86 %            | 68 460                    | ▼ -0,20 %               |                   |                           |
| 5     | Гусовський Сергій Михайлович       | 7,72 %            | 67 197                    | —                       |                   |                           |
| 6     | Мирний Олександр Борисович         | 4,39 %            | 38 218                    | ▲ +1,87 %               |                   |                           |
| 7     | Пузанов Олександр Геннадійович     | 4,19 %            | 36 486                    | —                       |                   |                           |
| 8     | Думчев Сергій Олександрович        | 3,92 %            | 34 117                    | —                       |                   |                           |
| 9     | Гацько Василь Миколайович          | 2,77 %            | 24 086                    | —                       |                   |                           |
| 10    | Корбан Геннадій Олегович           | 2,61 %            | 22 737                    | —                       |                   |                           |
| 11    | Балашов Геннадій Вікторович        | 1,97 %            | 17 125                    | ▼ -0,01 %               |                   |                           |
| 12    | Монтян Тетяна Миколаївна           | 1,73 %            | 15 084                    | —                       |                   |                           |
| 13    | Новак Наталія Василівна            | 0,67 %            | 5848                      | —                       |                   |                           |
| 14    | Єхануров Юрій Іванович             | 0,62 %            | 5385                      | —                       |                   |                           |
| 15    | Вейдер Дарт Леонідович             | 0,62 %            | 5384                      | ▼ -0,98 %               |                   |                           |
| 16    | Макеєнко Володимир Володимирович   | 0,49 %            | 4270                      | —                       |                   |                           |
| 17    | Рибчинський Євген Юрійович         | 0,45 %            | 3895                      | —                       |                   |                           |
| 18    | Рубан Володимир Володимирович      | 0,36 %            | 3121                      | —                       |                   |                           |
| 19    | Чорний Віктор Іванович             | 0,31 %            | 2695                      | —                       |                   |                           |
| 20    | Самохін Олексій Юрійович           | 0,22 %            | 1953                      | —                       |                   |                           |
| 21    | Михайлов Роман Володимирович       | 0,20 %            | 1762                      | —                       |                   |                           |
| 22    | Богаченко Любов Іванівна           | 0,20 %            | 1729                      | —                       |                   |                           |
| 23    | Кондрашов Олександр Миколайович    | 0,19 %            | 1663                      | —                       |                   |                           |
| 24    | Павліченко Дмитро Олександрович    | 0,19 %            | 1617                      | —                       |                   |                           |
| 25    | Мельничук Максим Дмитрович         | 0,18 %            | 1557                      | —                       |                   |                           |
| 26    | Білоус Анастасія Анатоліївна       | 0,12 %            | 1070                      | —                       |                   |                           |
| 27    | Дульський Микола Олександрович     | 0,08 %            | 706                       | —                       |                   |                           |
| 28    | Мельничук Сергій Петрович          | 0,07 %            | 626                       | —                       |                   |                           |
| —     | Мосійчук Ігор Володимирович        | —                 | вибув                     | —                       |                   |                           |
|       | Усього голосів за кандидатів       | 100 %             | 870 857                   |                         |                   |                           |
|       | Недійсні                           | 2,26 %            | 20 126                    |                         |                   |                           |
|       | Усього (явка 41,79 %)              | —                 | 891 092                   |                         |                   |                           |

## Вибори до міської ради

### Кандидати
Номери партій у бюлетені подані за результатами жеребкування:
| Номер у бюлетені | Назва                                   | Кількість кандидатів | Перший номер                       |
| ---------------- | --------------------------------------- | -------------------- | ---------------------------------- |
| 1                | Аграрна партія України                  | 117                  | Мельничук Максим Дмитрович         |
| 2                | «Воля»                                  | 35                   | Бонюк Олексій Петрович             |
| 3                | «Відродження України»                   | 11                   | Білоус Анастасія Анатоліївна       |
| 4                | Партія рішучих громадян                 | 96                   | Береза Борислав Юхимович           |
| 5                | Партія простих людей Сергія Капліна     | 33                   | Жданов Дмитро Олександрович        |
| 6                | Українська народна партія               | 44                   | Ванникова Ірина Валеріївна         |
| 7                | Патріотична партія України              | 76                   | Габер Микола Олександрович         |
| 8                | Політична партія «Совість України»      | 34                   | Рябоштан Євген Вікторович          |
| 9                | «Громадянська позиція»                  | 53                   | Гриценко Олексій Анатолійович      |
| 10               | «Спільна дія»                           | 29                   | Монтян Тетяна Миколаївна           |
| 11               | «Наш край»                              | 119                  | Макеєнко Володимир Володимирович   |
| 12               | Партія місцевого самоврядування         | 25                   | Кондрашов Олександр Миколайович    |
| 13               | «Зелені»                                | 54                   | Горяной Юрій Васильович            |
| 14               | «5.10»                                  | 58                   | Балашов Геннадій Вікторович        |
| 15               | «Об'єднання „Самопоміч“»                | 84                   | Гусовський Сергій Михайлович       |
| 16               | «Сила людей»                            | 33                   | Михайлов Роман Володимирович       |
| 17               | «Соціалісти»                            | 82                   | Філіндаш Євген Васильович          |
| 18               | «Сила громад»                           | 25                   | Карпенко Андрій Петрович           |
| 19               | «Блок Дарта Вейдера»                    | 1                    | Вейдер Дарт Леонідович             |
| 20               | Радикальна партія Олега Ляшка           | 121                  | Кріворучко Ігор Олегович           |
| 21               | ВО «Свобода»                            | 121                  | Сиротюк Юрій Миколайович           |
| 22               | «Відродження»                           | 102                  | Єхануров Юрій Іванович             |
| 23               | Народний рух України                    | 121                  | Бебик Валерій Михайлович           |
| 24               | «Нова держава»                          | 48                   | Шаповал Ігор Володимирович         |
| 25               | «Блок Петра Порошенка „Солідарність“»   | 121                  | Кличко Віталій Володимирович       |
| 26               | «АВТО-МАЙДАН»                           | 20                   | Самохін Олексій Юрійович           |
| 27               | Українська республіканська партія       | 109                  | Джердж Сергій Федорович            |
| 28               | ВО «Батьківщина»                        | 120                  | Бондаренко Володимир Дмитрович     |
| 29               | «Нове життя»                            | 20                   | Федоренко Ігор Петрович            |
| 30               | «Єдина сила»                            | 35                   | Нетребенко Володимир Володимирович |
| 31               | УКРОП                                   | 121                  | Корбан Геннадій Олегович           |
| 32               | «ДемАльянс»                             | 76                   | Гацько Василь Миколайович          |
| 33               | «Опозиційний блок»                      | 120                  | Пузанов Олександр Геннадійович     |
| 34               | «Офіцерський корпус»                    | 68                   | Рубан Володимир Володимирович      |
| 35               | «Рух за реформи»                        | 120                  | Думчев Сергій Олександрович        |
| 36               | «Громадянський рух „Спільна справа“»    | 121                  | Смирнова Катерина Іванівна         |
| 37               | Національна демократична партія України | 20                   | Чинка Олена Петрівна               |
| 38               | «Єдність»                               | 120                  | Омельченко Олександр Олександрович |
| 39               | «Право народу»                          | 120                  | Чорний Віктор Іванович             |
| 40               | «Республіка»                            | 8                    | Рудкевич Людмила Сергіївна         |

### Соціологічні опитування
До таблиці включені:
- лише ті опитування, які містять дані про дату проведення, кількість респондентів і кількість опитаних, які не визначилися, а також коректно розраховану похибку;
- лише ті опитування, публікація яких не супроводжувалася рекламою окремих політичних сил або кандидатів;
- лише ті партії, які зазначені щонайменше в трьох опитуваннях.

| Опитування                                                                  | Дата проведення опитування | Кількість респондентів | Похибка | БПП Кличко | Батьківщина Бондаренко | Самопоміч Гусовський | Єдність Омельченко | Рух за реформи Думчев | Радикальна О. Ляшка Кріворучко | Рішучих громадян Береза | Свобода Сиротюк | Опоблок Пузанов | Громадянська позиція Гриценко | УКРОП Корбан | Дем. альянс Гацько | Наш край Макеєнко | Простих людей Жданов | Відродження Єхануров | Інша | Проти всіх (зіпсують) | Не визначились | Не братимуть участі у виборах |
| --------------------------------------------------------------------------- | -------------------------- | ---------------------- | ------- | ---------- | ---------------------- | -------------------- | ------------------ | --------------------- | ------------------------------ | ----------------------- | --------------- | --------------- | ----------------------------- | ------------ | ------------------ | ----------------- | -------------------- | -------------------- | ---- | --------------------- | -------------- | ----------------------------- |
| Active Group [Архівовано 23 жовтня 2015 у Wayback Machine.]                 | 12-17.10.2015              | 1200                   | 2,7 %   | 27         | 12,6                   | 8,5                  | 5,3                | 6,1                   |                                | 4,8                     | 5,7             | 3,9             |                               | 6,9          |                    |                   |                      |                      | 6,2  |                       | 13             | —                             |
| Всеукраїнський інститут соціології                                          | 08-14.10.2015              | 1200                   | 2,8 %   | 18,2       | 15,1                   | 11                   | 4,1                | 1,8                   | 8,6                            | 0,7                     | 3               | 3,7             | 2,9                           | 2            | 4,5                | 3,8               | 1,3                  |                      | 2,3  |                       | 10,6           | 6,4                           |
| Українське демократичне коло [Архівовано 18 жовтня 2015 у Wayback Machine.] | 09-12.10.2015              | 625                    | 3,9 %   | 20,8       | 6,1                    | 7,2                  | 9,8                | 5,4                   | 1,8                            | 4,8                     | 3,5             | 3               | 1,9                           | 5,1          | 1,8                | 1                 |                      | 0,3                  | 6,2  |                       | 11,2           | 10,1                          |
| Active Group [Архівовано 14 жовтня 2015 у Wayback Machine.]                 | 26-27.09.2015              | 1987                   | 2,2 %   | 21,9       | 13,1                   | 4,3                  | 4,1                | 6,1                   | 2,9                            |                         | 3               | 1,4             | 4,7                           | 2,9          | 1,8                | 1,2               |                      | 1                    | 3,5  | 3                     | 19,5           | 5,5                           |
| Софія [Архівовано 25 жовтня 2015 у Archive.is]                              | 25-27.09.2015              | 1002                   | 3 %     | 22,7       | 6,5                    | 7,1                  | 5,5                | 3,3                   | 3,5                            | 3,9                     | 3               | 5,7             | 3,5                           | 2,1          | 1,4                | 0,3               | 1                    | 0,6                  | 5,5  | 6,1                   | 7,4            | 10,9                          |
| Софія [Архівовано 17 вересня 2015 у Wayback Machine.]                       | 08-11.09.2015              | 1004                   | 3 %     | 21,6       | 6,1                    | 6,8                  | 5                  | 2,8                   | 3                              | 3,2                     | 3,5             | 5,4             | 2,4                           | 0,8          |                    |                   | 0,7                  | 0,2                  | 6,8  | 6,5                   | 12,2           | 13                            |
| Socio Stream [Архівовано 5 лютого 2016 у Wayback Machine.]                  | 01-05.09.2015              | 602                    | 4,1 %   | 13         | 9                      | 11                   |                    |                       | 1                              |                         | 2               | 2               | 4                             | 1            | 1                  |                   |                      |                      | 4    | 1                     | 40             | 10                            |
| Active Group[недоступне посилання з вересня 2019]                           | 28-29.08.2015              | 1620                   | 2,5 %   | 15,7       | 7,8                    | 6,2                  | 1,1                | 6,9                   | 4,2                            |                         | 3,3             | 1,7             | 3,2                           | 1,4          | 1,1                |                   |                      | 1,7                  | 7,5  | 6,7                   | 22,6           | 9                             |
| Вибори-2014                                                                 |                            | 1320603                | %       | 40,57      | 4,14                   | 6,87                 | 3,32               |                       | 9,21                           |                         | 6,5             | 1,72            | 1,98                          |              | 3,01               |                   |                      |                      |      |                       |                |                               |

### Екзит-поли
На виборах було проведено два екзит-поли: Студії Савіка Шустера (оголошені лише результати партій, які набрали понад 5 %) та «Соціального моніторингу» на замовлення Комітету виборців України (оголошено результати всіх кандидатів, нижче подані результати партій, які набрали понад 3 %). За підсумками обох екзит-полів до Київради проходить п'ять партій, і Партія рішучих громадян перебуває на межі проходження.
| Партія                                | Результат, % |
| ------------------------------------- | ------------ |
| «Блок Петра Порошенка „Солідарність“» | 27,2         |
| «Об'єднання „Самопоміч“»              | 12,9         |
| ВО «Свобода»                          | 10,6         |
| ВО «Батьківщина»                      | 9,2          |
| «Єдність»                             | 5,7          |

| Партія                                | Результат, % |
| ------------------------------------- | ------------ |
| «Блок Петра Порошенка „Солідарність“» | 28,3         |
| «Об'єднання „Самопоміч“»              | 10,3         |
| ВО «Батьківщина»                      | 10,1         |
| ВО «Свобода»                          | 9,7          |
| «Єдність»                             | 8,5          |
| Партія рішучих громадян               | 4,8          |
| «Опозиційний блок»                    | 3,8          |
| «ДемАльянс»                           | 3,7          |
| «Рух за реформи»                      | 3,2          |

### Результати
| Місце | Партія                                  | % голосів | Кількість голосів | Зміна % 2015 до 2014 | Усього місць |
| ----- | --------------------------------------- | --------- | ----------------- | -------------------- | ------------ |
| 1     | «Блок Петра Порошенка „Солідарність“»   | 27,56 %   | 237 970           | ▼ -13,01 %           | 52           |
| 2     | «Об'єднання „Самопоміч“»                | 11,81 %   | 101 950           | ▲ +4,94 %            | 22           |
| 3     | ВО «Батьківщина»                        | 8,92 %    | 76 991            | ▲ +4,78 %            | 17           |
| 4     | «Єдність»                               | 7,81 %    | 67 480            | ▲ +4,49 %            | 15           |
| 5     | ВО «Свобода»                            | 7,73 %    | 66 797            | ▲ +1,23 %            | 14           |
| 6     | Партія рішучих громадян                 | 4,83 %    | 41 722            | —                    | —            |
| 7     | «Опозиційний блок»                      | 4,80 %    | 41 413            | ▲ +3,08 %            | —            |
| 8     | «ДемАльянс»                             | 4,57 %    | 39 423            | ▲ +1,56 %            | —            |
| 9     | «Рух за реформи»                        | 3,14 %    | 27 134            | —                    | —            |
| 10    | «Громадянська позиція»                  | 2,86 %    | 24 678            | ▼ -0,76 %            | —            |
| 11    | УКРОП                                   | 2,85 %    | 24 587            | —                    | —            |
| 12    | Радикальна партія Олега Ляшка           | 2,16 %    | 18 673            | ▼ -7,05 %            | —            |
| 13    | «5.10»                                  | 1,86 %    | 16 073            | ▲ +0,32 %            | —            |
| 14    | «Спільна дія»                           | 1,49 %    | 12 826            | ▲ +0,21 %            | —            |
| 15    | Партія простих людей Сергія Капліна     | 1,28 %    | 11 040            | —                    | —            |
| 16    | «Блок Дарта Вейдера»                    | 0,66 %    | 5713              | ▼ -0,08 %            | —            |
| 17    | «Наш край»                              | 0,48 %    | 4188              | —                    | —            |
| 18    | «Офіцерський корпус»                    | 0,43 %    | 3674              | —                    | —            |
| 19    | «Сила людей»                            | 0,42 %    | 3620              | —                    | —            |
| 20    | «АВТО-МАЙДАН»                           | 0,42 %    | 3604              | ▲ +0,33 %            | —            |
| 21    | «Відродження»                           | 0,41 %    | 3555              | —                    | —            |
| 22    | «Зелені»                                | 0,39 %    | 3404              | ▼ -0,18 %            | —            |
| 23    | Аграрна партія України                  | 0,37 %    | 3165              | —                    | —            |
| 24    | «Нова держава»                          | 0,35 %    | 3006              | ▼ -0,91 %            | —            |
| 25    | «Громадянський рух „Спільна справа“»    | 0,31 %    | 2665              | —                    | —            |
| 26    | Партія місцевого самоврядування         | 0,27 %    | 2334              | —                    | —            |
| 27    | «Право народу»                          | 0,26 %    | 2242              | —                    | —            |
| 28    | Народний рух України                    | 0,25 %    | 2131              | —                    | —            |
| 29    | «Соціалісти»                            | 0,20 %    | 1744              | ▼ -0,03 %            | —            |
| 30    | «Відродження України»                   | 0,18 %    | 1584              | —                    | —            |
| 31    | «Воля»                                  | 0,14 %    | 1204              | —                    | —            |
| 32    | «Сила громад»                           | 0,13 %    | 1129              | —                    | —            |
| 33    | Національна демократична партія України | 0,10 %    | 885               | ▼ -0,16 %            | —            |
| 34    | Українська республіканська партія       | 0,10 %    | 835               | —                    | —            |
| 35    | Патріотична партія України              | 0,09 %    | 781               | ▬ 0,00 %             | —            |
| 36    | «Нове життя»                            | 0,08 %    | 734               | ▼ -3,31 %            | —            |
| 37    | «Єдина сила»                            | 0,08 %    | 683               | —                    | —            |
| 38    | Українська народна партія               | 0,08 %    | 683               | ▼ -0,09 %            | —            |
| 39    | Політична партія «Совість України»      | 0,08 %    | 680               | —                    | —            |
| 40    | «Республіка»                            | 0,07 %    | 572               | —                    | —            |
|       | Усього голосів за партії                | 100 %     | 863 572           |                      | 120          |
|       | Недійсні                                | 2,69 %    | 23 886            |                      |              |
|       | Усього (явка 41,71 %)                   | —         | 887 550           |                      |              |